# اسپلینتر (لاک‌پشت‌های نینجا)
استاد اسپلینتر (به انگلیسی: Master Splinter) یا به‌طور خلاصه اسپلینتر، یک شخصیت ساختگی در داستان‌های کمیک لاک‌پشت‌های نینجا و تمام رسانه‌های مرتبط با آن است. پس از یافتن چهار بچه لاک‌پشت در ماده جهش زایی، استاد اسپلینتر به سرعت این موجودات جهش‌یافته را به عنوان فرزندانش پذیرفت. او نام آن‌ها را از روی هنرمندان بزرگ عصر رنسانس انتخاب کرد، به آن‌ها ماهیت هنر رزمی نینجوتسو را آموزش داد و از آن‌ها در برابر دنیای انسان‌ها محافظت کرد. زیر نظر آموزش‌های او، لاکپشت ها تبدیل به مبارزانی سرسخت شدند و قادر بودند از هر کسی که به  آن ها تکیه می‌کند، محافظت کنند.

## داستان اولیه
برای استاد اسپلینتر چندین داستان مختلف تعریف شده‌است. در ابتدا، اسپلینتر نیز توسط همان ماده جهش زایی که لاک‌پشت‌ها را در آن پیدا کرده بود تبدیل به یک جهش‌یافته شد. او متعلق به قبیلهٔ فوت و موش دست آموز استاد هاماتو یوشی بود که هنر رزمی نینجوتسو را از روی استادش تقلید می‌کرد. یوشی اغلب در حال تقابل با مردی به نام اوروکو ناگی بر سر بدست آوردن قلب دختری به نام تانگ شن بود. این مسئله در انتها به نزاع و مرگ ناگی انجامید، که بدین سبب برادرش اوروکو ساکی برای گرفتن انتقام، هاماتو یوشی را به قتل رساند. در حین آخرین مبارزهٔ استادش، اسپلینتر توانست خراشی بر روی ساکی ایجاد کند که این دلیلی شد برای انتقام این مرد از موش. اسپلینتر که دیگر هیچ کس را نداشت، تنها و زخمی در فاضلاب‌های نیویورک سرگردان شد تا اینکه بچه لاک‌پشت‌ها و ماده جهش‌یافته را پیدا کرد. او نیز بر اثر این ماده، تبدیل به موشی انسان‌گون گشت و از این بچه لاک‌پشت‌ها همانند فرزندانش مراقبت نمود. در نسخهٔ دیگری از داستان او خود هاماتو یوشی است و پس از جهش ژنتیکی به موشی انسان‌نما تغییر شکل می‌دهد.